# Bácsbokod
Bácsbokod nagyközség (horvátul: Bikić, németül: Wikitsch) Bács-Kiskun vármegyében, a Bácsalmási járásban.

## Fekvése
A Bácskában, hullámos, enyhén dombos, észak felé fokozatosan emelkedő vidéken fekszik a Dunától 20 km-re keletre. Tengerszint feletti magassága 110 és 125 méter között van.
A szomszédos települések: észak felől Felsőszentiván, északkelet felől Mátételke, kelet felől Bácsalmás, dél felől Bácsborsód, délnyugat felől Vaskút, északnyugat felől pedig Baja. Észak felől a legközelebbi település Csávoly, de közigazgatási területeik nem határosak.

### Megközelítése
Legfontosabb közúti megközelítési útvonala az 5501-es út, ezen érhető el Baja és Bácsalmás felől is. Météltelkével az 5504-es, Csávollyal és Bácsborsóddal pedig az 5505-ös út köti össze.
A települést a hazai vasútvonalak közül a Bátaszék–Kiskunhalas-vasútvonal érinti, melynek egy megállási pontja van itt, Bácsbokod-Bácsborsód vasútállomás, amely a település belterületének déli részén helyezkedik el, az 5505-ös út vasúti kereszteződése mellett. Közúti elérését az előbbiből keletnek kiágazó 55 305-ös számú mellékút teszi lehetővé.

## Története
1340-ben a czikádori apát elhagyott helységekként adta át Tőttösnek a Bodrog vármegyében levő Pog és Bukud nevű birtokokat úgy, hogy csak öt év múlva fizessen utánuk haszonbért. Tőttösnek 1347-ben még egy Kerek beukud nevű birtoka is volt, amely valószínűleg Bököd szomszédságában feküdt. Tőttös1358-ban meghalt, birtokai, köztük Bukud, leányának jutottak örökségűl, aki ezeket sógornőinek, Magónak és Klárának adta. Ők a kapott félbirtokok dolgában nem értettek egyet, törvény elé vitték az ügyet, mire az országbíró 1366-ban halasztást adott. Az ezzel kapcsolatos iratban a helység nevét Bukydnak írták. 1390-ben Bukud Tőttös Lászlóé volt. Tőttös örökösei között 1394-ben perre került sor, s az országbíró Bokod és Pog birtokokat a czikádori apátságnak ítélte oda. Egy 1395. évi oklevél kideríti, hogy Bukud és Bewkud egyazon helynek kétféleképpen írt neve, amely Mátéháza mellett volt. Tehát a régi Bököd vagy helyesebben Bükköd, amelyet 1340 óta sokszor említenek, a 16. század elején Bikityre keresztelt falu helyén állt. 1424-ben a kalocsai káptalan megvizsgálta azt a hatalmaskodást, melyet Tőttösék mátéházai birtokán a szegedi várnagyok s több madarasi és böködi jobbágy vitt végbe. 1430-ban Tőttösnek szentgyörgyi tiszttartója embereivel berontott a czikádori apátság böködi birtokára.
1448-ban és 1467-ben a Zsámboki család birtoka volt, majd 1469-ben testvérré fogadás és egyúttal királyi adomány alapján a Lekcsei Sulyok családé lett. Ekkor kastély is állt a településen. 1482-ben a Porkoláb család innen írta előnevét. A mohácsi vész idején a lakosság elpusztult, egy része a hagyomány szerint Gömörbe vándorolt. Helyükre szerbek telepedtek le, akik a helység Bököd nevét elferdítették (az 1542. évi érseki dézsmajegyzékben Bigittyának írták). A török defterek a bajai nahijében Bikity falut 1580-ban 47, 1590-ben pedig 42 adózó házzal szerepeltették. 1598-ban Biked szerb lakossága Esztergom vidékére költözött. Kéry János nádori adományként kapta 1627-ben Békéss birtokot. A következő évben a beiktatás is megtörtént. (Ez alkalommal Bikity nevét a magyaros hangzású Békéssnek írták.) 1658-ban Wesselényi Ferenc nádor Serényi Pálnak adományozta Bigittpusztát.
1679-ben még az érseknek adózott Bigitya, de 1700-ban már elpusztult helyként említik a fennmaradt iratok. Teljesen lakatlan azonban nem lehetett, mert 1721-ben katonákat szállásoltak el a pusztán. 1727-ben Czobor bajai uradalmához tartozó puszta volt. 1730-ban ugyancsak Czobor uradalmához tartozott, s hol pusztaként, hol faluként említették. 1751-ben Bikity falu az új bajai földesúrral, Grassalkovicscsal úgy szerződött, hogy a földesúr 400 forintot, gabonából, borból, mézből, bárányból stb. pedig kilencedet kapott. Tataháza pusztáról minden gazda egy boglya szénát tartozott kaszálni neki. Az új szőlők után hat évig nem kellett fizetniük. Később egy ideig gróf Széchenyieké, gróf Héderváry Viczayé, majd gróf Zichy-Ferraris Bódogé volt a falu a bajai uradalommal együtt. 1862-ben megváltás útján került a község birtokába.
2001-ben lakosságából 97% magyar, 2% német, 0,68% horvát, 0,32%-a pedig egyéb, főként szerb és cigány nemzetiségűnek vallotta magát.

### Érdekességek amásodik világháborúból
1944. augusztus 26-án éjjel a Schäffer-tanya mellett egy német vadászgép megtámadta a brit 1586. Flight állományába tartozó "piros E" jelű Halifax Mk.II srs. 1a (JD-362) repülőgépet, amely a levegőben felrobbant és lezuhant. A katonákat a községben eltemették, de később, 1946-ban a solymári brit katonai temetőben helyezték őket örök nyugalomra. A gép roncsait még 1944-ben elszállították.
A 16. határvadász zászlóalj utóvédszakasza Bácsbokodnál 1944. október 22-én hátramaradt. 16 magyar katona próbálta a Baja felé visszavonuló alakulatát védeni a szovjet 46. hadsereggel szemben. A 16 magyar hősi halottra a római katolikus temetőben két sír, illetve Bácsbokod határában egy út menti kereszt emlékezetet.

## Közélete

### Polgármesterei
- 1990–1994: Mészáros István (FKgP)[5]
- 1994–1998: Mészáros István (független)[6]
- 1998–2002: Mészáros István (független)[7]
- 2002–2006: Mészáros István (független)[8]
- 2006–2010: Mészáros István (független)[9]
- 2010–2014: Kovács László (független)[10]
- 2014–2019: Kovács László (független)[11]
- 2019–2024: Kovács László (független)[12]
- 2024– : Kovács László (független)[1]

## Népesség
A település népességének változása:
| Lakosok száma | 2656 | 2648 | 2459 | 2330 | 2327 | 2276 | 2258 |
|               | 2013 | 2014 | 2018 | 2021 | 2022 | 2023 | 2024 |

A 2011-es népszámlálás során a lakosok 87,4%-a magyarnak, 0,7% cigánynak, 3,7% horvátnak, 11,8% németnek, 0,2% szerbnek mondta magát (12,5% nem nyilatkozott; a kettős identitások miatt a végösszeg nagyobb lehet 100%-nál). A vallási megoszlás a következő volt: római katolikus 63,1%, református 2,9%, evangélikus 0,1%, felekezeten kívüli 10% (22,7% nem nyilatkozott).
2022-ben a lakosság 88,9%-a vallotta magát magyarnak, 5,3% németnek, 2% horvátnak, 0,6% cigánynak, 0,4% szerbnek, 0,1% románnak, 1% egyéb, nem hazai nemzetiségűnek (10,9% nem nyilatkozott; a kettős identitások miatt a végösszeg nagyobb lehet 100%-nál). Vallásuk szerint 38,2% volt római katolikus, 1,7% református, 0,2% görög katolikus, 0,1% evangélikus, 1,2% egyéb keresztény, 1,3% egyéb katolikus, 15,6% felekezeten kívüli (41,5% nem válaszolt).

## Ismert személyek

### Itt születtek
- Lamperth Mónika (1957. szeptember 5.) politikus
- Meizl Ferenc (1924. február 11.) klarinétművész

### Díszpolgárok
- Alföldy Béla tisztifőorvos, a környék országgyűlési képviselője az első és második világháború közti időszak jelentős részében.[15]

## Iskola
- Móra Ferenc Általános Iskola